# ماري ديزي أرنولد
ماري ديزي أرنولد (بالإنجليزية: Mary Daisy Arnold)‏ هي رسامة نباتية ‏ أمريكية، ولدت في 1873، وتوفيت في 1955.